# Wielki Churał Państwowy
Wielki Churał Państwowy – jednoizbowy mongolski parlament, w którego skład wchodzi 126 deputowanych wybieranych na 4 lata w wyborach powszechnych. W mongolskim systemie parlamentarnym Wielki Churał Państwowy sprawuje władzę ustawodawczą, natomiast władzę wykonawczą sprawuje rząd z premierem na czele, który jest powoływany przez Churał.
W dawnej Mongolii tak nazywały się wiece, na których spotykały się najważniejsze osoby danej osady, głównie starszyzna. W Mongolii Ludowej churał był terenowym organem władzy państwowej. Obecnie nazwa odnosi się przede wszystkim do parlamentu Mongolii.

## Wielki Churał Państwowy i obecne w nim partie
Wielki Churał rozpoczął swoją działalność w 1924 roku, trzy lata po tym jak powstała Mongolska Partia Ludowa (1921 r.). W marcu 1921 roku odbył się zjazd mongolskich rewolucjonistów, na którym to utworzona Mongolską Partię Ludową. Następnie poprosiła ona o pomoc Armię Czerwoną, która weszła na teren kraju i przy pomocy nielicznej i świeżo ukształtowanej mongolskiej armii ludowo-rewolucyjnej, pokonała białogwardzistów oraz oddziały mongolskie dążące do samodzielności zarówno od Chin, jak i od ZSRR. Usunięto też resztki wojsk chińskich, rozbitych i usuniętych z państwa wcześniej przez książąt mongolskich i Ungerna. Dzięki tym zwycięstwom mongolscy komuniści przejęli w kraju władzę, narzucając ustój ludowy. Po 3 latach 26 października 1924 roku odbyło się pierwsze posiedzenie Wielkiego Churału Państwowego, składającego się w pełni z komunistów z Mongolskiej Partii Ludowo-Rewolucyjnej. Churał wybrał następnie rząd, a także proklamował Mongolską Republikę Ludową i uchwalił jej pierwszą konstytucję. Mongolia stała się państwem komunistycznym, a władzę nieprzerwanie sprawowała Mongolska Partia Ludowo-Rewolucyjna (MPL-R).

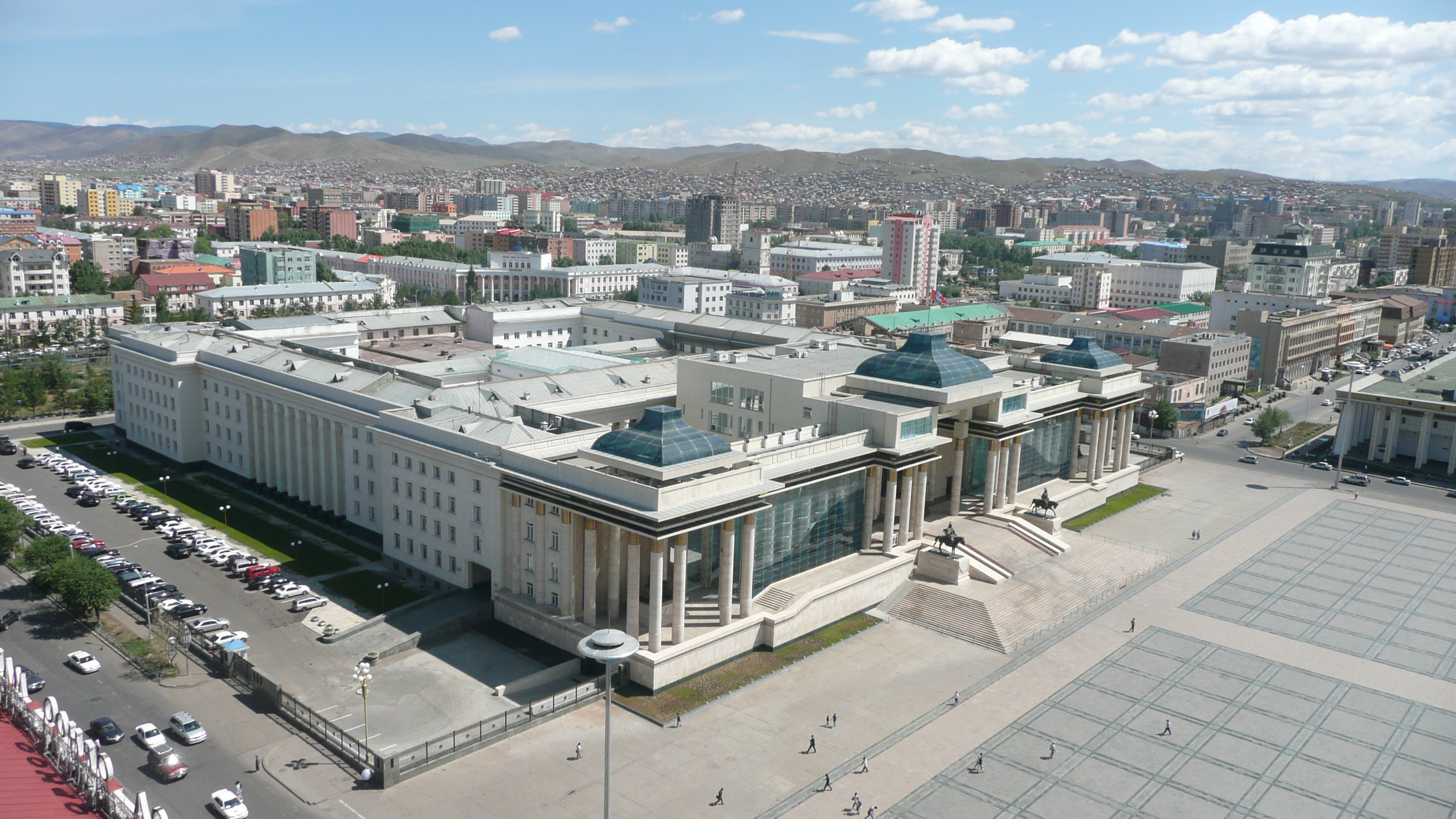
Pałac Rządowy – siedziba parlamentu

W 1990 roku w wyniku przemian rozpoczął się proces demokratyzacji Mongolii. Wprowadzono system wielopartyjny, co spowodowało powstanie wielu nowych partii politycznych. W czerwcu 1990 roku przeprowadzono pierwsze wolne wybory, które zgodnie z oczekiwaniami wygrała rządząca Mongolska Partia Ludowo-Rewolucyjna. Po tych wyborach rozpoczęły się prace nad stworzeniem nowej, w pełni demokratycznej konstytucji Mongolii. Finałem prac był styczeń 1992 roku, kiedy to Wielki Churał Państwowy uchwalił nową konstytucję, która określała Mongolię jako demokratyczną republikę parlamentarną z prezydentem na czele. Ponadto prezydent i parlament mają być wybierani w wyborach powszechnych na czteroletnią kadencję. Pół roku później zgodnie z nową Konstytucją w czerwcu 1992 roku zostały przeprowadzone powszechne wybory parlamentarne. Zwyciężyła w nich rządząca MRL-R z wynikiem 70 miejsc w 76 osobowym parlamencie. Tylko 6 głosów zdobyły opozycyjne Mongolska Partia Demokratyczna (MPD) i Mongolska Partia Socjaldemokratyczna (MPSD).
Cztery lata później będące do tej pory w opozycji MPD i MPSD stworzyły koalicje demokratyczną, której udało się odsunąć postkomunistów od władzy. Wybory, które odbyły się 30 czerwca 1996 roku, zakończyły się wielkim zwycięstwem obozu demokratycznego, który utworzył rząd, zmuszając po raz pierwszy w historii MPL-R do roli opozycji w parlamencie. Koalicja zdobyła w wyborach 50 głosów.
Niestety dla partii rządzącej fatalna sytuacja kraju, zwłaszcza gospodarcza i ekonomiczna, a także niski poziom życia ludności, która częściowo odwróciła się od polityki, był wyraźnie widoczny w kolejnych wyborach. Partie rządzące zdobyły tylko 4 głosy przy 72 opozycyjnej MPL-R, co było wynikiem szokującym.
Kolejne wybory do parlamentu odbyły się 27 czerwca 2004 roku. Zwyciężyła w nich ponownie rządząca MPL-R, zdobywając jedynie 37 głosów w parlamencie, co przy 76 miejscach nie są wystarczającą liczbą by rządzić samodzielnie krajem. 35 głosów uzyskała Ojczyzna - Koalicja Demokratyczna składająca się z Partii Demokratycznej, Partii Ojczyzny oraz Mongolskiej Partii Woli Obywatelskiej, która dołączyła do koalicji. 1 głos zdobyła Mongolska Partia Republikańska, a 3 głosy kandydaci niezależni. Ten wynik spowodował, że koniecznością stało się utworzenie koalicji. Istniała ona od sierpnia 2004 przez pół roku, ale liczne kłótnie, zwłaszcza o rządowe posady, spowodowały jej rozpad i utworzenie rządu mniejszościowego przez MPL-R.
W maju 2023 roku parlament przyjął poprawkę konstytucyjną, która zwiększyła liczbę deputowanych z 76 do 126 oraz wprowadziła mieszany system wyborczy. Według nowego systemu 78 deputowanych wybiera się zgodnie z ordynacją większościową, a pozostałych 48 według ordynacji proporcjonalnej. Zmiany miały na celu umożliwić mniejszym partiom na dostanie się do Churału. Ponadto owa poprawka nałożyła na partie obowiązek, 30% parytetu kobiet na listach, który do 2028 roku zwiększy się do 40%.

### Partie polityczne Mongolii
- Mongolska Partia Ludowa
- Mongolska Partia Demokratyczna
- Partia HUN
- Mongolska Partia Woli Obywatelskiej–Zieloni
- Koalicja Narodowa (Mongolska Partia Zieloni, Mongolska Narodowa Partia Demokratyczna)
- Mongolska Partia Socjaldemokratyczna
- Mongolska Partia Republikańska

Ponadto dodać należy, że obecnie jest zarejestrowanych 37 partii politycznych.